# Leonardo Sbaraglia
Leonardo Sbaraglia (Buenos Aires, 30 juni 1970) is een Argentijns acteur.

## Levensloop en carrière
Sbaraglia maakte zijn filmdebuut op 16-jarige leeftijd in La Noche de los Lápices, een verhaal gebaseerd op de waargebeurde gebeurtenissen tijdens de Nacht van de Kleurpotloden. Voor zijn rol in de film Caballos salvajes ontving hij een prijs op het Filmfestival van Huelva. In 2001 ontving hij een Goya voor zijn rol in de thriller Intacto. In 2004 speelde hij de mannelijke hoofdrol in La puta y la ballena. In 2012 speelde Sbaraglia met Robert De Niro en Sigourney Weaver in Red Lights.

## Filmografie (selectie)
- 2001 - Intacto
- 2002 - En la ciudad sin límites
- 2003 - Carmen
- 2004 - La puta y la ballena
- 2006 - Salvador (Puig Antich)
- 2007 - El rey de la montaña
- 2012 - Una pistola en cada mano
- 2014 - Relatos salvajes
- 2017 - Nieve negra
- 2019 - Dolor y gloria
- 2019 - Legado en los huesos
- 2020 - Ofrenda a la tormenta
- 2020 - Orígenes secretos